# Roman Kreuziger (1965)
Roman Kreuziger (* 11. června 1965 Uničov) je bývalý český cyklista a cyklokrosař a v současnosti podnikatel. Je otcem známého cyklisty Romana Kreuzigera (* 1986) a tchánem reprezentanta v běhu na lyžích Martina Jakše (* 1986).

## Sportovní úspěchy
V roce 1983 se stal v barvách československé reprezentace juniorským mistrem světa v cyklokrosu. Na cyklokrosovém mistrovství světa amatérů v roce 1987 v Mladé Boleslavi získal bronzovou medaili.
Později se věnoval pouze silniční cyklistice. V roce 1986 poprvé startoval na Závodu míru, který tehdy startoval v Kyjevě deset dní po havárii jaderné elektrárny Černobyl. V roce 1991 zvítězil v etapovém závodu Kolem Rakouska (Österreich Rundfahrt). V šestadvaceti letech závodní cyklistiku opustil a začal podnikat.

## Podnikání
V devadesátých letech spoluzaložil investiční společnost, která se zabývala výstavbou a provozem čerpacích stanic. Jejím pozdějším prodejem získal prostředky na investice do developerských i dalších projektů. Staví a pronajímá nemovitosti – hotel Rankl na Horské Kvildě, lázeňský dům v Mariánských Lázních, hokejový stadion Kooperativa Aréna v Plzni 1 na Košutce, obytné domy v Plzni, penzion Brücknerův dům v Prášilech.